# ناحیه پاندر، شهرستان کاس، ایلینوی
ناحیه پاندر، شهرستان کاس، ایلینوی (به انگلیسی: Panther Creek Township) یک منطقهٔ مسکونی در ایالات متحده آمریکا است که در شهرستان کاس، ایلینوی واقع شده‌است. ناحیه پاندر ۲۹۱ نفر جمعیت دارد و ۱۸۴ متر بالاتر از سطح دریا واقع شده‌است.